# コッラ (小惑星)
コッラ(1929 Kollaa)は、岩石質のベスタ族の小惑星で、小惑星帯内側領域に存在し、直径は約7 kmである。1939年1月20日にフィンランド人の天文学者ユルィヨ・バイサラがフィンランド南西部のトゥルク天文台で発見した。現在のロシアにあるコッラ川に因んで命名された。

## 軌道と分類
コッラはベスタ族に属する。ベスタ族の小惑星は、ユークライト隕石に似た組成を持つが、恐らくベスタの地殻深くの物質が小惑星南極近くの衝突クレーターであるレアシルヴィアから外に噴出したものであると考えられている。ベスタは、ケレスに次いで、小惑星帯で2番目に大きな天体である。
この小惑星は、小惑星帯内側の太陽から約2.2-2.5 AUの軌道を約3年8カ月（1327日）かけて公転している。軌道離心率は0.07、黄道に対する軌道傾斜角は8°である。事前の観測記録はなく、観測弧は発見の地点から始まる。

## 物理的性質
SMASSでは、コッラは明るいV型小惑星に分類される。

### 光度曲線
2つの光度曲線の分析により、2.98時間という精度の高い自転周期が得られている。2004年3月、ニューメキシコ州のマグダレナ・リッジ天文台で行われた測光観測により、2.980時間で光度が0.20等級変化するという結果が得られた。2008年には、フランスのアマチュア天文学者ピエール・アントニーニが私設のベドアン天文台で2つ目の光度曲線を得て、この光度曲線の分析により、自転周期9.887時間、光度変化0.22等級という結果を得た。

### 直径とアルベド
アメリカ航空宇宙局の広視野赤外線探査機とその後継の[[]NEOWISE]]ミッションの観測によると、この天体の直径は6.7及び7.7 km、表面アルベドは0.39と測定される。一方、Collaborative Asteroid Lightcurve Link (CALL)ではアルベドを0.40と推定し、絶対等級12.7から、直径を6.4 kmと算出している。

## 命名
この小惑星は、1939年-1940年の冬戦争における激戦の焦点となったカレリアのコッラ川に因んで名付けられた。正式な命名は、1980年8月1日発行の小惑星センターの回報(M.P.C. 5450)による。